# Rookmelder

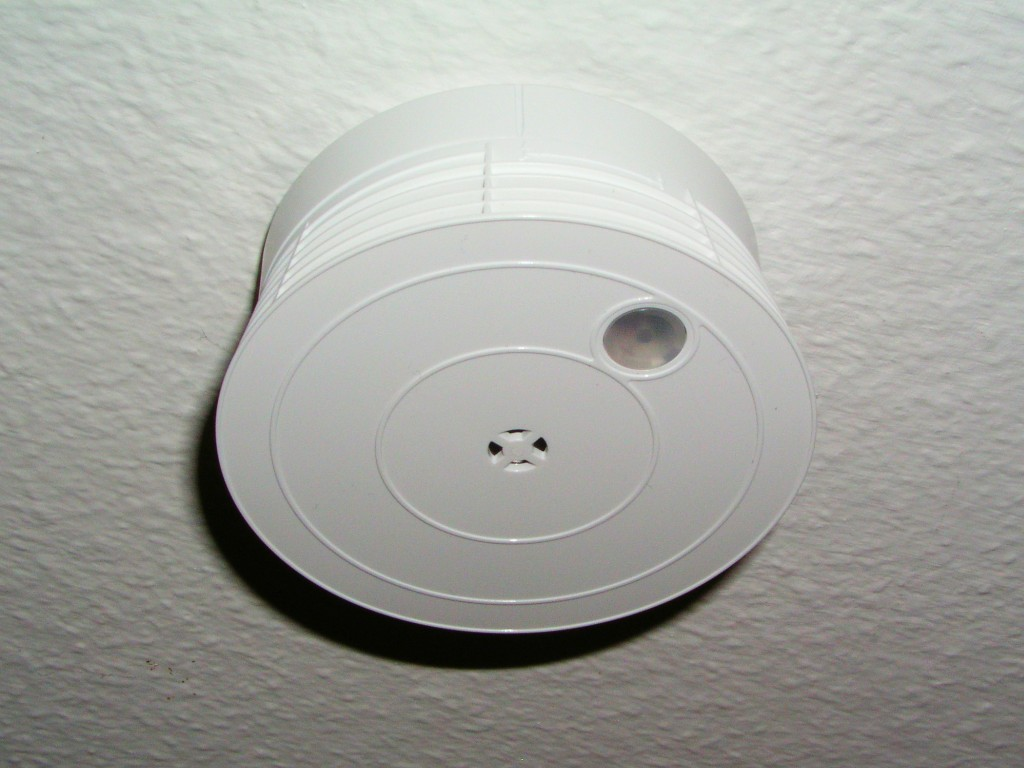
Rookmelder

Een rookmelder (soms brandmelder genoemd) is een detector die alarm slaat na waarnemen van rookdeeltjes (aerosolen), die kunnen wijzen op een (beginnende) brand. Een rookmelder kan een zelfstandig apparaat zijn, maar steeds vaker zijn rookmelders verbonden met een brandmeldinstallatie.

## Soorten melders
Afhankelijk van de ruimte waarin een melder geplaatst wordt is een aantal verschillende typen melders beschikbaar.

### Optische rookmelder

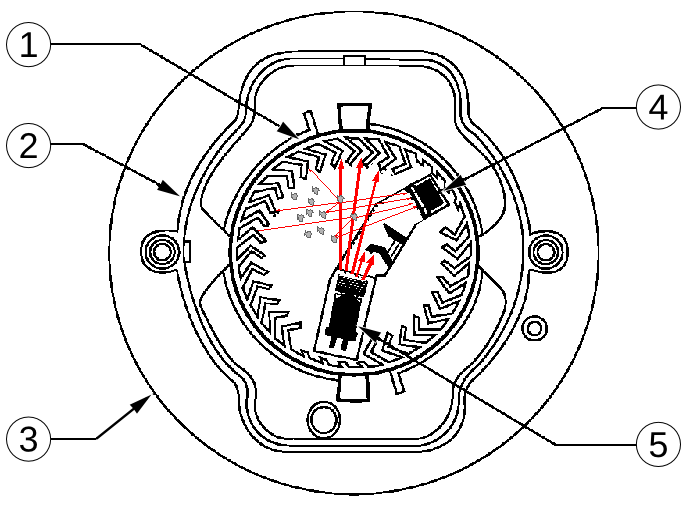
Rookmelder volgens indirecte methode
1. Kamer
2. Afscherming
3. Behuizing
4. Fotodiode
5. Infraroodled

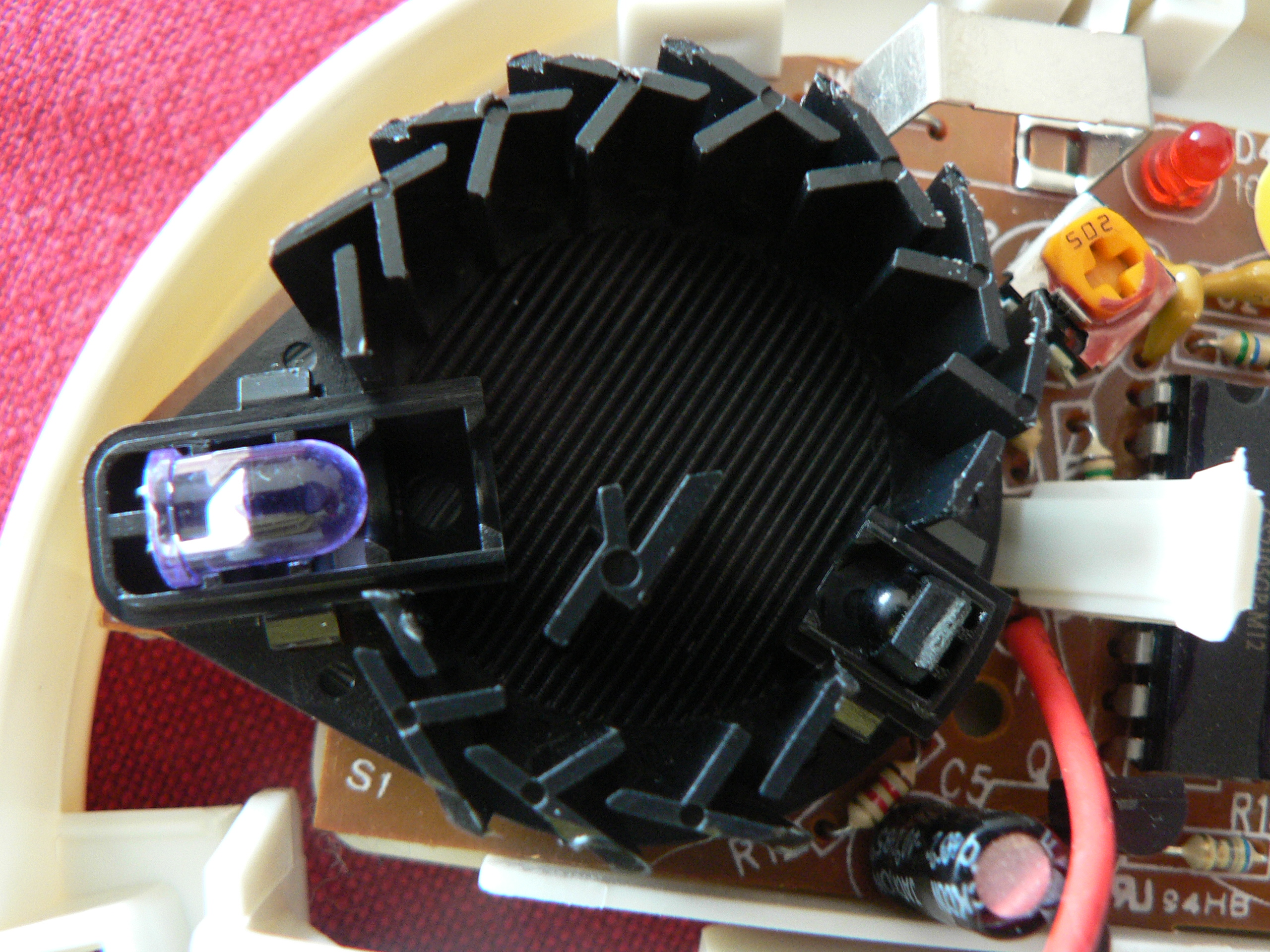
De detectiekamer van een opengemaakte indirecte optische rookmelder.

Men onderscheidt twee typen:
- De puntmelder (zie afbeelding)
- De lijnmelder

#### Optische puntrookmelder
In een optische puntrookmelder bevinden zich een fotodiode en een lichtbron. Wanneer er rook bij komt, wordt het licht verstoord, wat door de detector wordt gezien.
Bij de directe methode staan de lichtbron en de detector recht tegenover elkaar. Bij afwezigheid van rook kan het licht de fotodiode probleemloos bereiken. Als er rookdeeltjes aanwezig zijn tussen de lichtbron en de fotodiode, zal de hoeveelheid opvallend licht verminderen en zal de melder alarm slaan.
De meeste rookmelders werken volgens de indirecte methode. Daarbij staan de lichtbron en de detector schuin tegenover elkaar. Bij rook weerkaatst het licht op de rook, waardoor er meer licht op de detector valt en deze alarm slaat.
Optische rookmelders zijn in Nederland vereist (zie Bouwbesluit), onder andere in de vluchtroute van nieuwbouwwoningen. In andere panden is de optische rookmelder ook de eerste keus. Zijn er bijzondere omstandigheden, zoals erg grote ruimtes, stoomvorming door koken of douchen, rook van laswerkzaamheden dan moet er een ander detectieprincipe gekozen worden.

#### Optische lijnmelder
De lijnmelder (ook wel beamdetector genoemd) bestaat uit een lichtbron met ontvanger in één behuizing en een reflector. Het licht wordt gestraald naar een reflector over een grote afstand en teruggekaatst naar de ontvanger. Het patroon en de intensiteit van dit teruggekaatste licht wordt vergeleken met het uitgezonden licht. Na analyse wordt rook verondersteld als er significante verschillen zijn en wordt een melding veroorzaakt. Bij nagenoeg volledige blokkering van het licht door een obstakel zal de lijnmelder niet in alarm gaan. Dit type melder is, vanwege lage aanleg- en exploitatiekosten ten opzichte van puntmelders, zeer geschikt voor bedrijfshallen en stallingen, gebouwen met lichtstraten etc. met grote afstanden en oppervlakten.

### Ionisatierookmelder
Een ionisatierookmelder bevat een radioactieve bron (meestal radium-226 of americium-241) die continu alfadeeltjes uitstraalt. Deze alfadeeltjes passeren een ionisatieruimte, waarover twee elektroden zijn aangebracht. Bij afwezigheid van rook zal er een stroom lopen tussen de elektroden. Wanneer er rookdeeltjes in de ionisatiekamer komen, worden de alfadeeltjes geblokkeerd en wordt de stroomkring onderbroken, waarna de melder alarm slaat. Wegens milieuvoorschriften wordt aanbevolen een ionisatiemelder na 10 jaar te vervangen en naar de fabrikant terug te sturen of aan te bieden bij het klein chemisch afvalstation voor een milieuvriendelijke verwerking. Weggooien van ionisatiemelders wordt - wegens de radioactieve bron - afgeraden. Volgens de huidige Belgische en Nederlandse wetgeving mogen ionisatierookmelders sinds 2002 niet meer verkocht worden aan particulieren. De wetgeving bepaalt dus dat er alleen nog optische rookdetectors gebruikt mogen worden. Een ionisatierookmelder reageert bij een smeulbrand - typerend voor een beginnende brand in een woning - later dan een optische rookmelder.

### Hittemelder of thermische melder
Men onderscheidt twee typen:
- Thermomaximaalmelders
- Thermodifferentiaalmelders

Thermische maximaalmelders geven een alarm als de omgevingstemperatuur boven een vooraf ingestelde waarde komt. De grens ligt vaak rond 60°C omdat deze temperatuur onder normale omstandigheden meestal niet gehaald wordt en in geval van brand al spoedig overtroffen wordt.
Thermodifferentiaalmelders registreren ook de snelheid waarmee de temperatuur stijgt. Deze wordt elektronisch gemeten. Als de temperatuur sneller stijgt dan geprogrammeerd, is dat voor de melder een indicatie om in alarm te gaan.
Vanwege hun eenvoud zijn hittemelders goedkoop. Nadeel is dat ze relatief laat alarm slaan. Dergelijke melders zijn ongeschikt voor een situatie waar een smeulbrand is te verwachten, zoals in een woonsituatie. Ze worden o.a. gebruikt in bedrijfskeukens, werkplaatsen waar gelast wordt, omdat hier optische melders valse alarmen geven.

### Brandgasmelder
Een brandgasmelder beschikt over een of meerdere detectoren die bepaalde soorten moleculen kunnen detecteren. Meestal gaat het hierbij om koolstofmonoxide- of koolstofdioxidedetectoren omdat die stoffen bij brand in grote hoeveelheden vrijkomen. Dit type kan ook op stoffige of warme plaatsen worden gebruikt waar andere soorten melders niet of minder goed toepasbaar zijn. Nadeel van brandgasmelders is dat ze erg duur zijn. Bijkomend voordeel is dat ze ook alarm slaan bij slecht functionerende cv-ketels en geisers. Soms spreekt men hier van gasmelders.

### Vlammenmelder
Een vlammenmelder (zie: vlamdetectie) maakt gebruik van de karakteristieke emissie van een vlam onder andere in het ultraviolette of infrarode gebied voor de detectie van vlammen. Om een onecht alarm als gevolg van bijvoorbeeld zonlicht of de flitser van een fototoestel te voorkomen, kunnen er extra detectoren aangebracht worden die gezamenlijk worden geëvalueerd.

### Combinatiemelder
Van de hierboven genoemde modellen kunnen uiteraard combinaties worden gemaakt om bijvoorbeeld de reactiesnelheid te verhogen of het aantal valse alarmen te verminderen. Vaak is de basis een optische melder, aangevuld met een thermisch deel of een brandgasmelder. In de meeste situaties is dat niet nodig en volstaat een enkel systeem, maar in bedrijfskeukens (stoomvorming, rook bij aanbranden) en hotelkamers (waar gedoucht of gerookt kan worden) kan men ze vinden.

### Drukknopmelder
De drukknopmelder of handbrandmelder zoals deze in de betreffende norm (NEN 2535) heet is een melder die afgaat door het indrukken van een knop of een breekglaasje. Deze melder is niet automatisch en vereist menselijk handelen. Maar daarom is dit type nog niet altijd minder effectief. In een bemande omgeving zal een mens in de regel als eerste een brand waarnemen ten gevolge van ons gecombineerde waarnemingsvermogen (visueel, geluid en geur). Deze melders maken steeds deel uit van een brandmeldinstallatie.

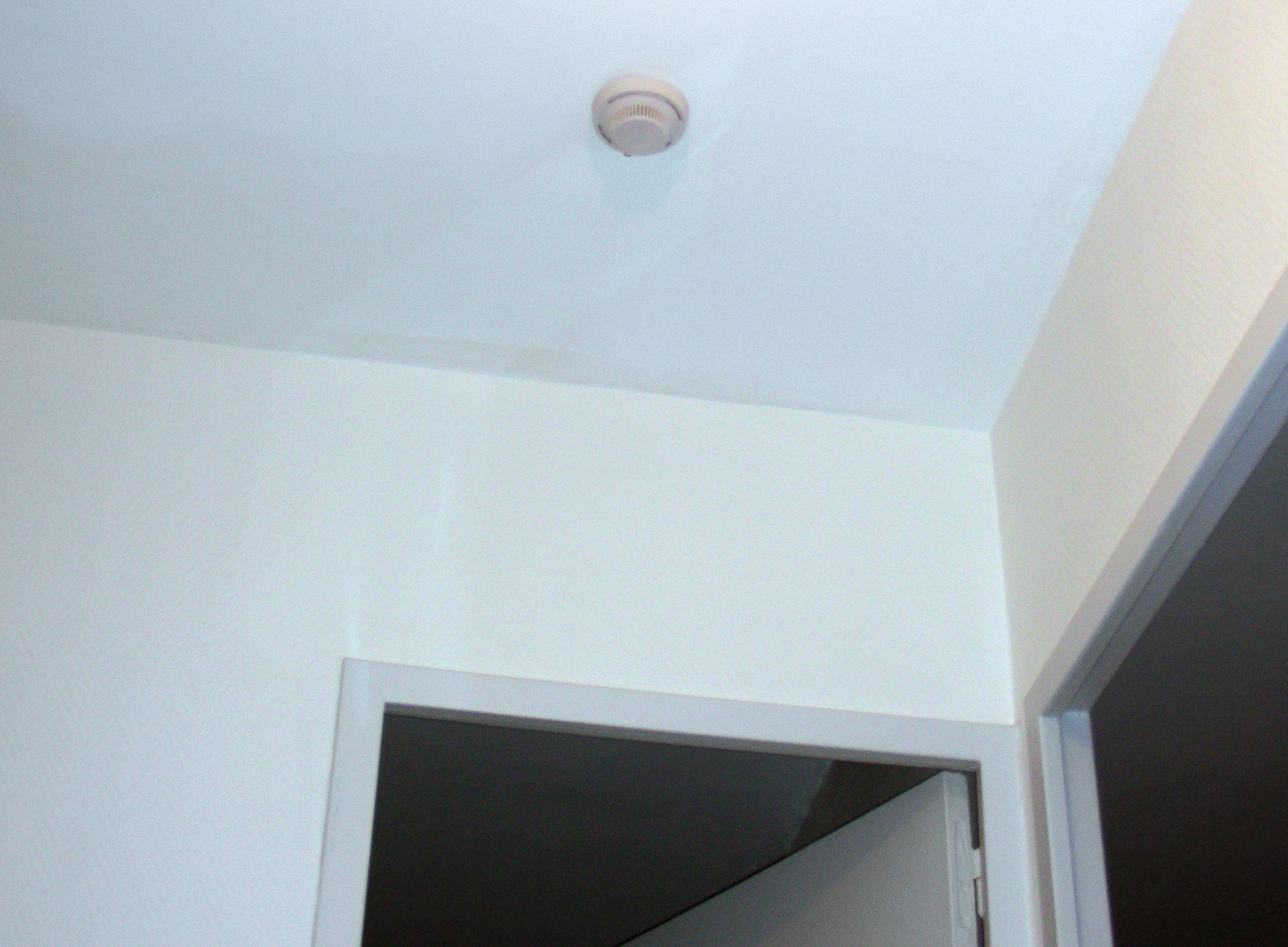
Een rookmelder aan het plafond van een kamer in een appartement

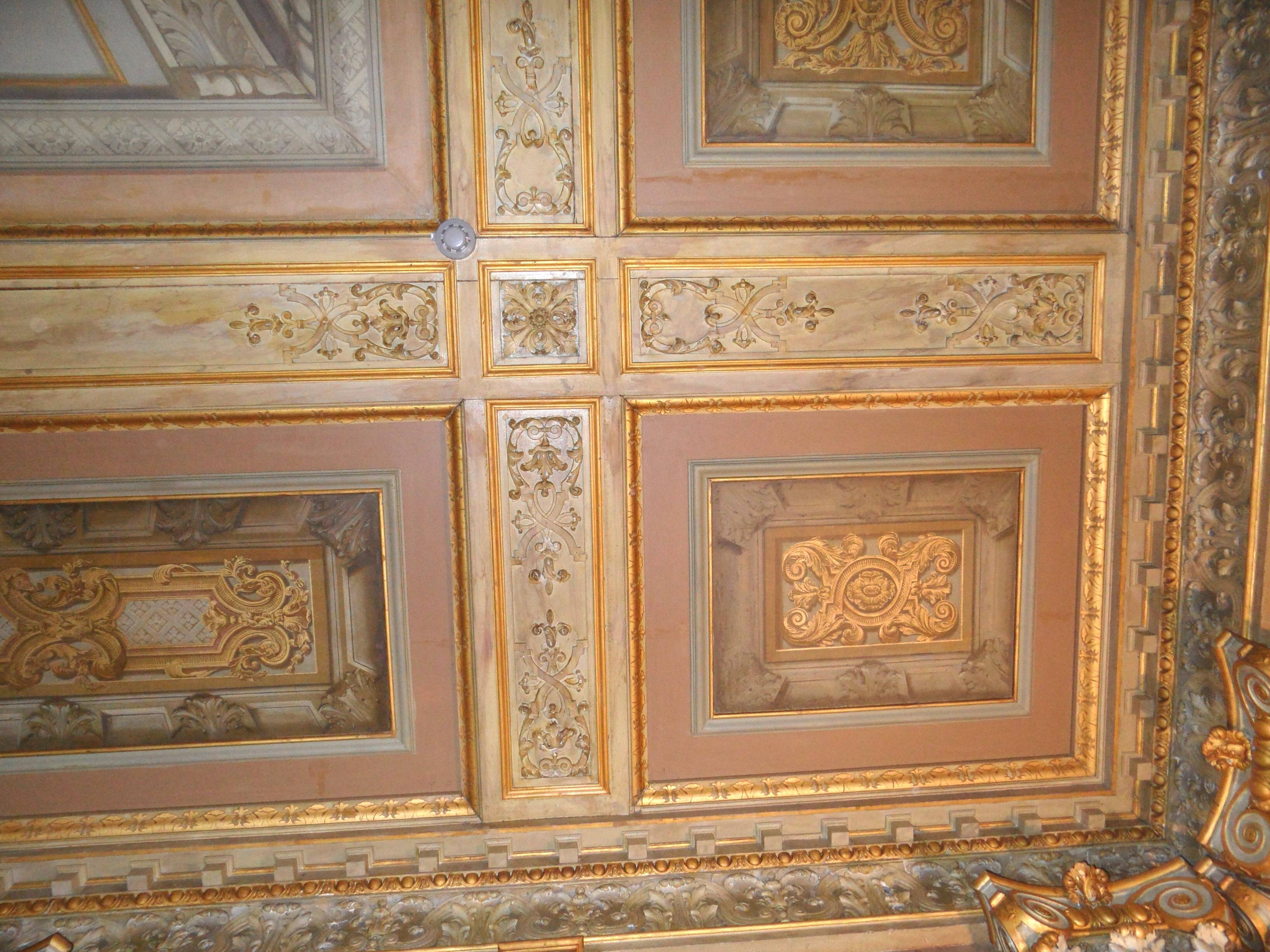
Een rookmelder aan het plafond van de Wilhelminazaal in Paleis Het Loo

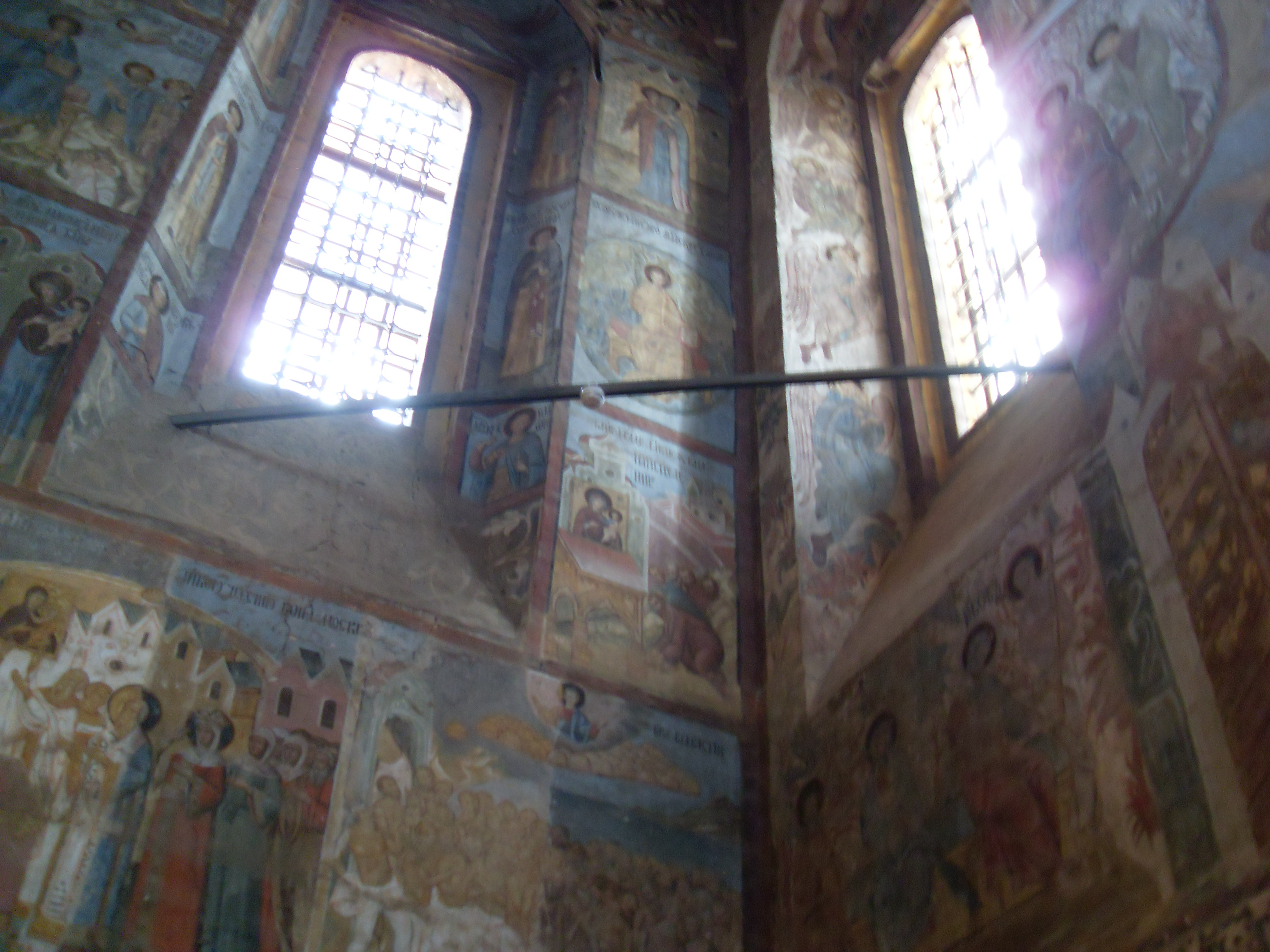
Een rookmelder voor de fresco's in de kathedraal van Solvychegodsk

## Plaatsing van melders
Rook is lichter dan lucht en zal een ruimte van boven naar onder vullen. Om de rook tijdig te ontdekken dient een rookmelder aan het plafond bevestigd te worden. Uitzondering hierop is een puntdak: in dit geval kan de rookmelder het beste 50 - 100 cm onder de nok bevestigd worden. Het aantal melders hangt af van de te bewaken oppervlakte en de hoogte van het plafond. Indien er gekozen wordt voor thermische melders zijn er meer detectiepunten nodig bij hetzelfde oppervlak als bij rookmelders.
Volgens de richtlijnen van het CFPA-Europe (Confederation of Fire Protection Association Europe) kan een koolmonoxidemelder op een willekeurige locatie en op een willekeurige hoogte gemonteerd worden, zolang het alarm hoorbaar is. Koolmonoxide vermengt zich namelijk met de lucht. Het koppelen van de koolmonoxidemelder met de rookmelders wordt sterk aanbevolen.
Koolmonoxidevorming ontstaat door onvolledige verbranding van fossiele brandstoffen (hout, kolen, aardolie, aardgas, propaangas, butaangas, benzine en paraffineolie) door onder meer verwarmingstoestellen. De verbranding kan onvolledig zijn door een gebrek aan zuurstof in de ruimte. Hierdoor vormt zich koolmonoxide (CO). Reeds bij een lage concentratie aan CO in een ruimte, wordt de zuurstof in het bloed vervangen door CO, hetgeen kan leiden tot koolmonoxidevergiftiging. Elk toestel waarin verbranding plaatsvindt is een potentiële CO-bron. De meeste koolstofmonoxidevergiftigingen worden veroorzaakt door waterverwarmingstoestellen.

## Rookmelders verplicht
In het Verenigd Koninkrijk is in 1992 een wet ingevoerd die vereist dat in nieuw gebouwde woningen ten minste één rookmelder per verdieping aanwezig is. In 1987 was in ongeveer 9% van de huishoudens een rookmelder aanwezig. In 1998 was dat opgelopen tot 75% van de huishoudens. Het aantal doden als gevolg van brand is gedurende die periode afgenomen met 40%. In andere landen zijn vergelijkbare verbeteringen geboekt.
In Nederland worden rookmelders geregeld in het bouwbesluit. Volgens het bouwbesluit 2012 (artikel 6.21) dient onder andere een nieuwbouwwoning te zijn voorzien van rookmelders aangesloten op het lichtnet. Daarnaast wordt onder andere bovenstaande eis gesteld aan woningen om te voldoen aan het politiekeurmerk Veilig Wonen. 
Vanaf 1 juli 2022 is het verplicht in Nederland om een rookmelder te hebben op elke woonverdieping in een huis en in besloten ruimtes waar een vluchtroute doorheen loopt. Hiervoor wordt het Bouwbesluit aangepast en wordt het dus wettelijk verplicht om hieraan te voldoen. 
In Vlaanderen was sinds 2013 een decreet van kracht dat rookmelders in huurwoningen, huurappartementen en nieuwbouwwoningen verplicht stelde. Vanaf 1 januari 2020 is dit verplicht voor alle Vlaamse woningen. Deze maatregel werd genomen om het aantal doden door woningbranden te verminderen.